# Institut Max-Planck de droit public et international comparé

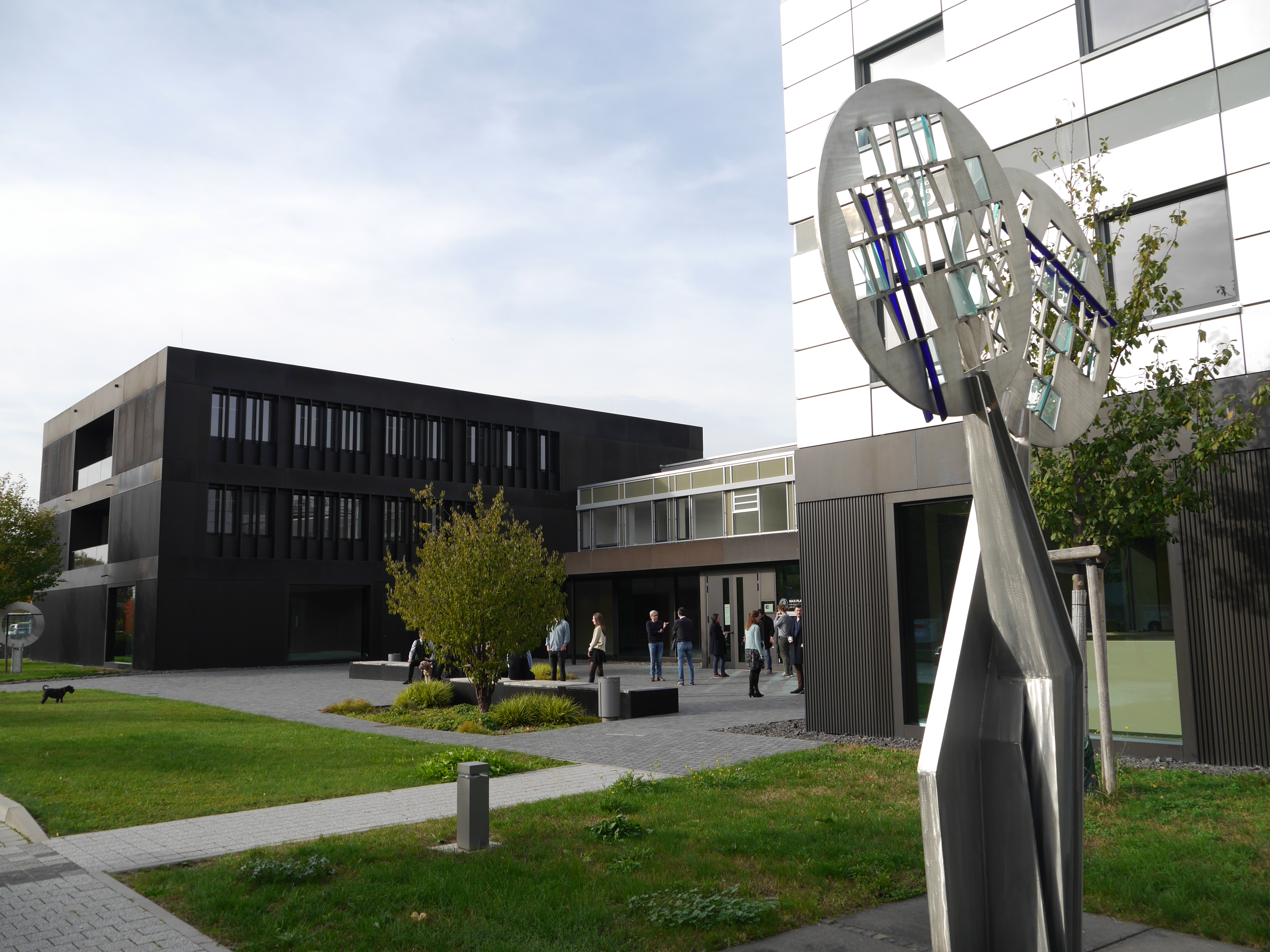

L'Institut Max-Planck de droit public et international comparé (en allemand : Max-Planck-Institut für ausländisches öffentliches Recht und Völkerrecht) est un institut de recherche de la Société Max-Planck situé à Heidelberg, dans le Land de Bade-Wurtemberg, en Allemagne. Créé en 1924 à Berlin en tant que Kaiser-Wilhelm-Institut für ausländisches öffentliches Recht und Völkerrecht à Berlin, il a été re-créé en 1949 à Heidelberg. L'institut est dirigé par Armin von Bogdandy (en) (depuis 2002) et Anne Peters (depuis 2013). Il est l'un des instituts de recherche les plus importants dans l'espace germanophone en matière de droit international public, de droit européen et de droit public comparé. 